# 青柳町停留場
青柳町停留場（あおやぎちょうていりゅうじょう）は、北海道函館市青柳町33番地先、21番地先にある函館市企業局交通部（函館市電）宝来・谷地頭線の停留場である。駅番号はY25。

## 歴史
- 1913年（大正2年）10月30日 - 開業。

## 構造
- 対面式2面2線
- 2005年7月往線側に防護壁が設置された。
- 両ホームの谷地頭方面側に押しボタン式信号機の横断歩道がある。押しボタン式信号は時間を限った自動制御となっていて、運行時間中は下車後に青信号を待って渡る事が出来る。

## 周辺
- 函館西警察署青柳交番
- 函館公園通郵便局
- 函館市立青柳小学校
- 函館公園
- 市立函館博物館
- 函館バス「青柳町」停留所[2]

## 隣の停留場
函館市企業局交通部
宝来・谷地頭線
宝来町停留場 (Y24) -青柳町停留場 (Y25) - 谷地頭停留場 (Y26)